# Нитрид бора
Нитрид бора — бинарное соединение бора и азота. Химическая формула: BN. Кристаллический нитрид бора изоэлектронен углероду и, подобно ему, существует в нескольких полиморфных модификациях.

## Полиморфные модификации

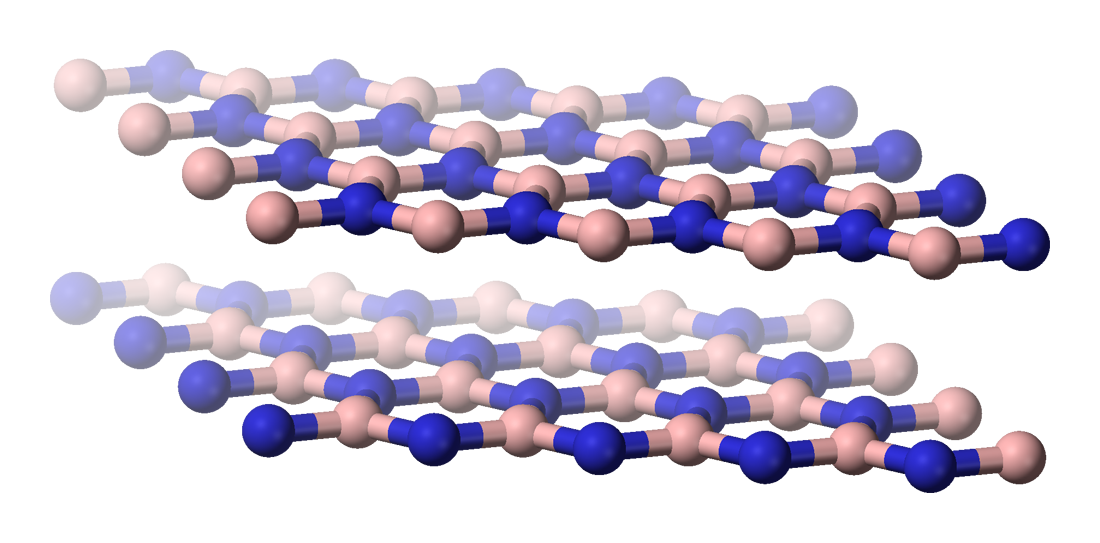
α-BN, гексагональный
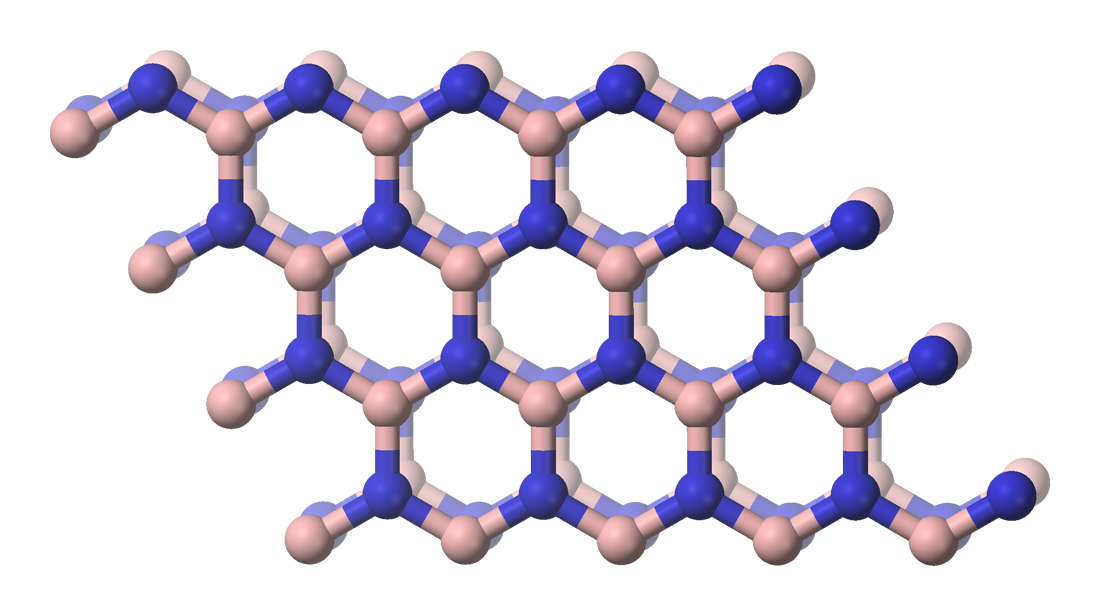
α-BN, гексагональный
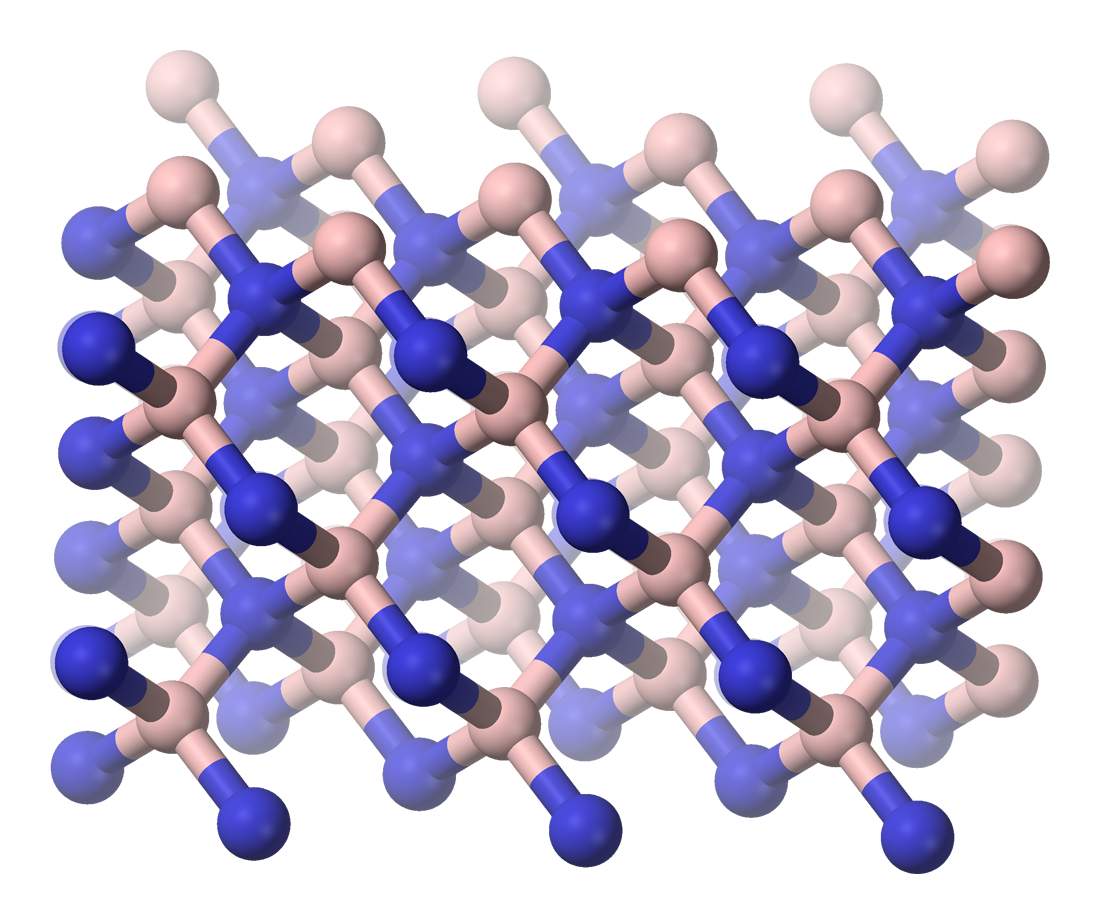
β-BN, структура типа сфалерита
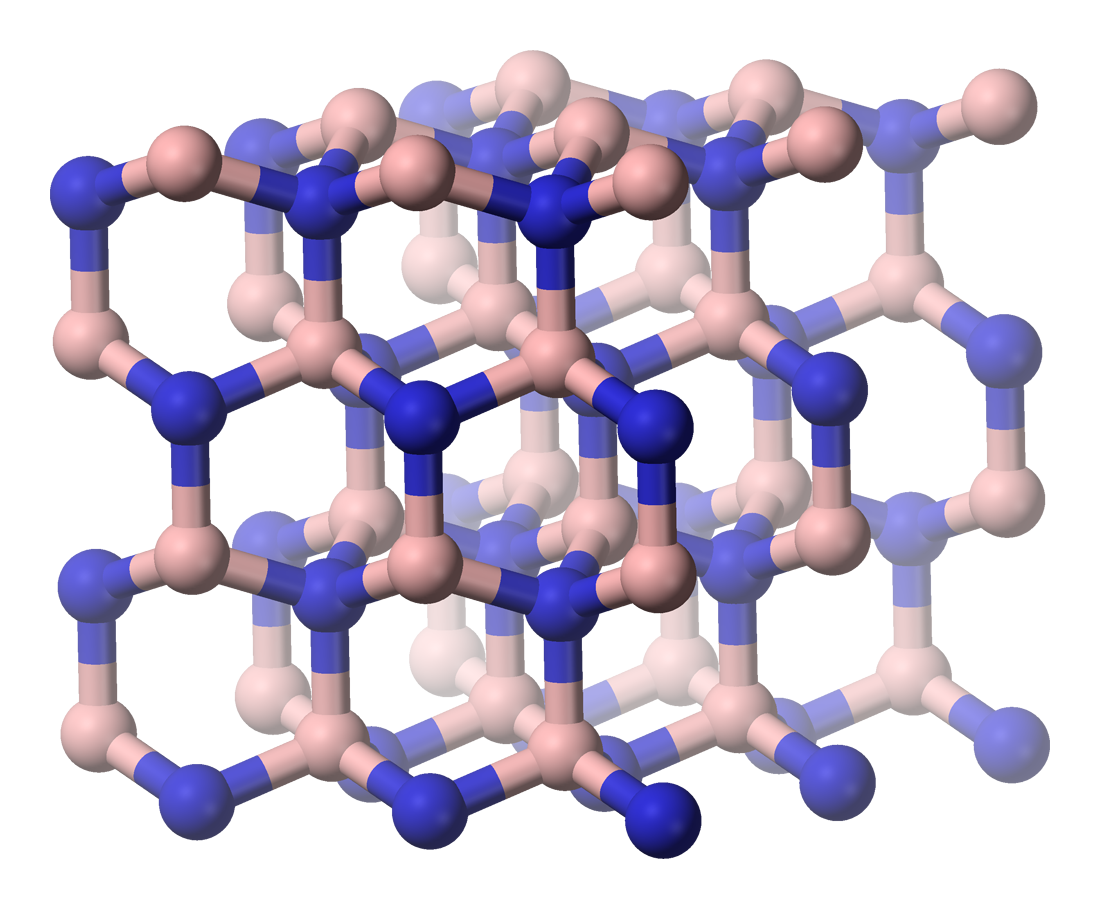
w-BN, структура типа вюрцита

Известны следующие полиморфные модификации нитрида бора:
- гексагональная (α) — h-BN, (белый графит — белый, похожий на тальк порошок, имеет гексагональную, графитоподобную кристаллическую структуру, температура плавления 3000 °C, полупроводник, применяется в качестве твёрдой высокотемпературной смазки);
- кубическая (β) типа сфалерита, подобная алмазу: эльбор (боразон, кубонит, кингсонгит[1][2], плотность боразона 3,51 г/см³.);
- плотная гексагональная (w), типа вюрцита, подобная лонсдейлиту.

Нитрид бора также может существовать в виде разнообразных аморфных модификаций, а также гексагональных нанотрубок и монослоёв.

## Физические свойства
Теплопроводность гексагональной формы при нормальных условиях достигает 400 Вт/(м·К) для определённого направления в кристалле хорошего качества, хотя она гораздо меньше для других направлений в кристалле и для порошков и отличается для других форм BN. Хорошо диспергируется в расплавах и пастообразных композициях. Твёрдость β-формы по Моосу равна 9,5.

## Химические свойства
Нитрид бора не окисляется кислородом до ~700 °C, разрушается в горячих растворах щелочей с выделением аммиака. Со фтороводородом образует NH4[BF4], со фтором — BF3 и N2.
Нетоксичен.

## Получение
Нитрид бора получают реакцией оксида бора B2O3 с аммиаком NH3 при температуре ~2000 °C, плазмохимически, когда в струю азотной плазмы при 5000—6100 К подаётся аморфный бор, а также при пиролизе при 1300—2300 К смеси летучих соединений азота и бора.

## Применение
Эльбор применяется как высококачественный абразивный материал, по многим параметрам превосходящий алмаз: например, он не растворяется в железе при нагревании, что позволяет использовать его для высокопродуктивной обработки стали. Продукция с покрытием из нитрида бора востребована для черновой и финишной обработки деталей в первую очередь в таких отраслях как тяжелое машиностроение, автомобилестроение, добывающая промышленность, строительство.
Также может применяться в качестве наполнителя, улучшающего теплопроводность, способного работать без смазки, в электроизоляционных материалах, в частности, в изоляции электрических машин.
Нитрид бора с гексагональной решёткой (hBN) — перспективный материал для создания оптических микроскопов повышенного разрешения. Поляритоны, образующиеся на поверхности кристалла, сконструированного из чистого на 99 % изотопа бора, позволяют многократно понизить дифракционный предел и достичь разрешений порядка десятков и даже единиц нанометров.
Нанотрубки из нитрида бора – перспективный материал для создания литийсерных аккумуляторов. Они позволяют повысить надёжность работы и стабильность батарей, в ином случае страдающих от быстрого разрушения при циклах зарядки и разрядки.
Мишень из нитрида бора используется в перспективных установках для инициированных лазером ядерных реакций.